# Dudu Cearense
Alexandro Silva de Sousa, mais conhecido como Dudu Cearense (Fortaleza, 15 de abril de 1983), é um ex-futebolista brasileiro que atuava como volante.

## Carreira

### Vitória
Descoberto pelo Vitória em 1998, quando tinha acabado de entrar nas divisões de base do Ceará, foi contratado no final desse mesmo ano. Passou mais dois anos nas categorias inferiores do rubro-negro até ser incorporado aos profissionais em 2001, chegando a jogar como titular as duas partidas da Copa do Brasil contra o ASA. No entanto, viu-se num mau momento e, aos dezessete anos, retornou aos juniores para chegar com mais força aos profissionais no ano seguinte.
Foi o que aconteceu. Não jogou nenhuma partida pela Copa do Nordeste de 2002, mas ganhou a oportunidade de jogar a final do Supercampeonato Baiano, agradando e ganhando a titularidade para a segunda metade de 2002.[carece de fontes?] No Brasileirão de 2002, jogou dezoito partidas, de agosto a novembro, todas como titular e começou a se destacar pela regularidade.
Em 2003, já com a titularidade garantida, marcou seu primeiro gol como profissional no dia 12 de fevereiro, o primeiro da vitória por 3 a 2 sobre o Atlético de Alagoinhas, em partida válida pelo Campeonato Baiano. Dentre confrontos destacados que o jogador fez no primeiro semestre, estão a goleada por 7 a 2 que o Vitória aplicou sobre o Palmeiras pela Copa do Brasil, tendo Dudu marcado um gol, e as finais do Campeonato Baiano[carece de fontes?] e da Copa do Nordeste. No Campeonato Brasileiro de 2003, participou de trinta e uma das quarenta e seis partidas do certame, ficando de fora de sete delas por causa da disputa da Copa das Confederações e do Mundial Sub-20 e do resto por conta de suspensões. Foi eleito para a seleção do primeiro turno, como melhor volante da competição.

### Kashiwa Reysol
Logo começou a ser sondado por diversos clubes, e acabou sendo vendido ao Kashiwa Reysol no começo de 2004. Estreou no dia 13 de março, no primeiro jogo da equipe na liga japonesa e, após mais quatro partidas disputadas, foi expulso na quinta rodada, no confronto contra o Júbilo Iwata, mesmo jogo em que marcou seu primeiro gol na passagem pelo Japão. De fora do encontro seguinte, retornou para jogar apenas três partidas, até se lesionar e não participar dos dois próximos confrontos da equipe. Retornou mais uma vez na décima segunda rodada e tomou o terceiro cartão amarelo na décima quarta, fazendo com que não atuasse na última partida do certame, em que seu time goleou por 5 a 1. Com apenas três vitórias ao longo da competição, o Reysol terminou na penúltima colocação.
Na Copa da Liga Japonesa, jogou três partidas.

### Rennes
Inadaptado, foi negociado por empréstimo com o Rennes, da França, em setembro. No clube francês, estreou contra o Lyon e jogou as primeiras três partidas como reserva, ganhando sua primeira chance como titular em confronto contra o Nice. Ganhou a posição definitivamente em novembro, em partida contra o Bastia e jogou em mais alguns encontros, inclusive num jogo da Copa da França, até ser contratado pelo CSKA Moscou, no começo de 2005.

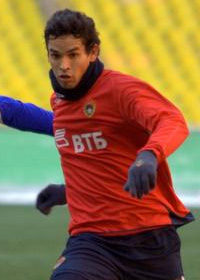
Dudu em ação pelo CSKA.

### CSKA Moscou
Na Rússia, chegou sem nenhuma badalação e ficou no banco de reservas durante as primeiras rodadas do Campeonato Russo. Ganhou sua chance apenas no fim de junho, contra o Rostov, e marcou seu primeiro gol na vitória sobre o Dínamo Moscou na semana seguinte, garantindo a titularidade ao brasileiro. Apesar de ter ficado de fora por uma lesão dos últimos jogos da equipe, foi peça importante no título do certame e ainda da Copa da Rússia.
Na temporada seguinte, apenas ficou de fora de duas partidas do Campeonato e uma da Copa. O CSKA acabou se sagrando bicampeão russo e chegando à fase de grupos da Liga dos Campeões da UEFA, além de ter alcançado a fase de dezesseis avos de final na Copa da UEFA, tendo Dudu jogado todas as partidas nessas competições. Conquistou ainda o bicampeonato da Supercopa da Rússia.
Já na temporada 2007, se machucou e ficou parado por dois meses (mesma lesão que tirou o jogador das listas de convocações para a Seleção Brasileira). Retornou em definitivo apenas na vigésima primeira rodada, e jogou as oito partidas seguintes, ficando de fora da última rodada. O CSKA acabou na terceira colocação, não garantindo sequer a vaga na Liga dos Campeões da UEFA. Em 2008, ajudou na conquista da Copa da Rússia, seu segundo título do torneio, mas viu, novamente, o time desandar no certame nacional de pontos corridos e, pela primeira vez no clube, Dudu passou a sentar no banco de reservas. Assim, veio a saturação e o volante procurou novos ares. Depois de quase acertar com o Grêmio e ser sondado por outros clubes, assinou com o Olympiakos, da Grécia, em agosto.

### Olympiakos

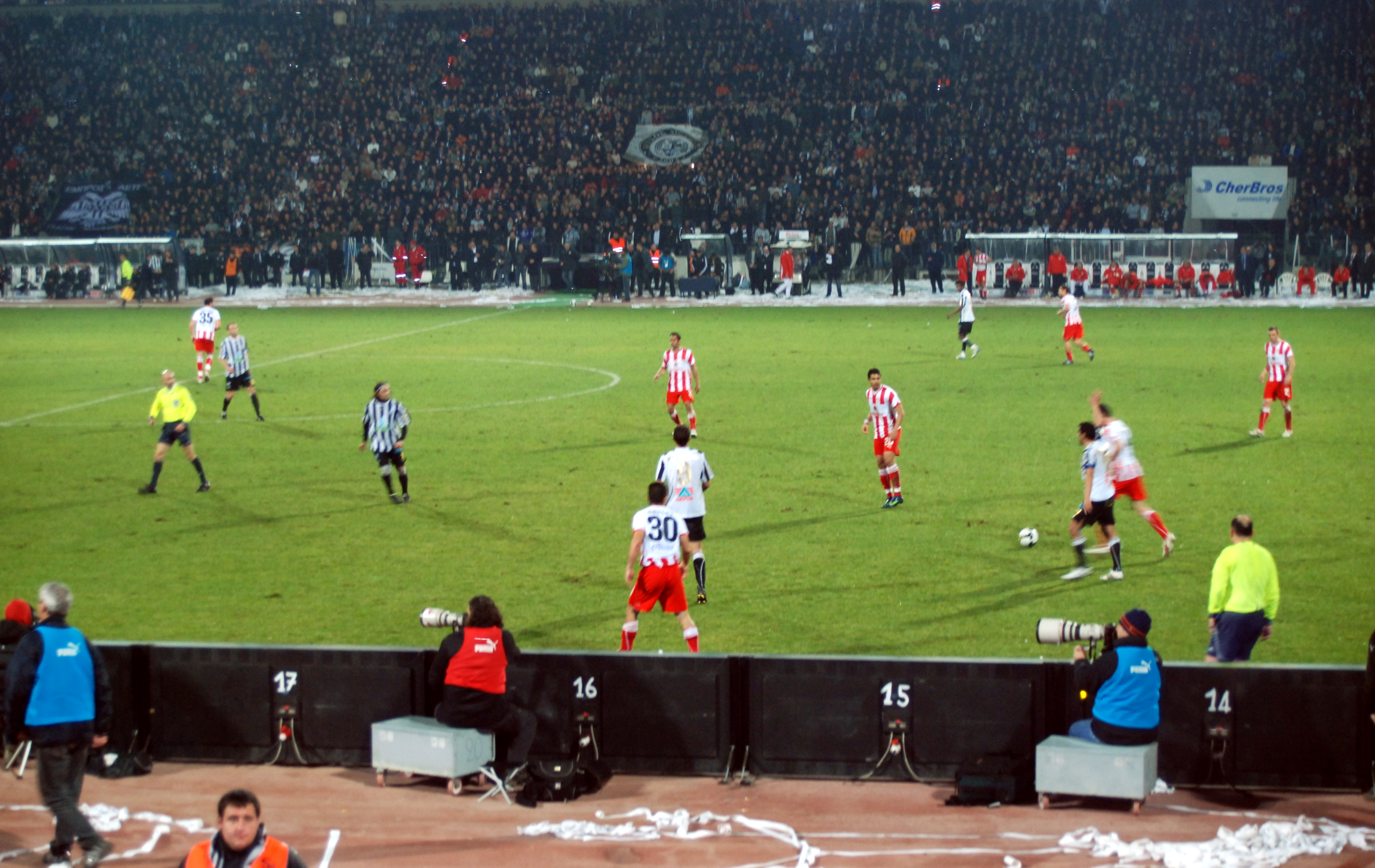
Jogo entre PAOK e Olympiakos de 2009 com Dudu em campo.

Fez sua estreia oficial na partida de volta da terceira fase de qualificação da Liga dos Campeões, contra o modesto Anorthosis, triunfando por apenas 1 a 0 e dando adeus à competição, pois seu time tinha sucumbido no jogo de ida por 3 a 0. Ficou no banco em apenas um jogo, que foi na vitória por 2 a 0 sobre o Nordsjælland, pois na partida de ida o Olympiakos já havia vencido por 5 a 0 e os titulares foram poupados (mesmo assim, entrou no segundo tempo). Marcou seu primeiro gol com a camisa do clube no triunfo sobre o Ergotelis por 2 a 0. Outro gol três jogos depois viria a melhorar ainda mais a reputação de "volante atacante" de Dudu. Depois de participar de todos os encontros até março de 2009, incluindo os dois confrontos da eliminação para o Saint-Étienne pela fase de 32 avos de final da Copa da UEFA, uma pequena lesão o deixou de fora de duas partidas nesse mês, o empate por 0 a 0 com o PAOK e a vitória por 5 a 0 sobre o Iraklis. Retornou num jogo da Copa da Grécia e marcou o gol do título do campeonato, o terceiro sobre o Panionios na vitória por 3 a 2, garantindo a conquista ao clube com três rodadas de antecedência. Marcou também na semifinal e na final da Copa da Grécia, em que o Olympiakos foi campeão numa disputa de pênaltis, tendo Dudu feito dois gols nesta, que terminou em 15 a 14.
A temporada 2009–10 começou promissora, com a classificação do clube à fase de grupos da Liga dos Campeões da UEFA, tendo Dudu marcado um gol num dos quatro confrontos das fases de qualificação. No certame nacional, o Olympiakos ficou as primeiras quatorze rodadas invicto, tendo Dudu deixado de participar de apenas um jogo desse sequência, devido a uma suspensão. No entanto, sofreu uma lesão após a derrota (e quebra da invencibilidade) em dezembro para o Aris por 1 a 0, e voltou apenas no final de janeiro, apenas para jogar em mais dois encontros, até se lesionar outra vez e ficar de fora por três meses. Na fase de grupos da Liga dos Campeões da UEFA, jogou as seis partidas e ajudou a equipe a se classificar às oitavas-de-final do torneio. Porém, a lesão também o deixou de fora dos confrontos contra o Bordeaux, pelas oitavas, e o seu time foi eliminado com duas derrotas. Também viu o Panathinaikos conquistar o Campeonato e a Copa da Grécia. Dudu voltou e jogou quatro partidas no grupo de playoff para classificação à Liga dos Campeões da temporada seguinte, mas não conseguiu evitar a pífia campanha da equipe, que conseguiu apenas uma vaga na Liga Europa da UEFA.
Em 2010–11, após um bom começo na liga grega, com o Olympiakos liderando o certame durante todo o ano de 2010, Dudu sofreu uma nova lesão que o deixou de fora dos jogos dos meses de dezembro e janeiro. Na Liga Europa, fez três gols nas duas goleadas sobre o Besa Kavajë que classificaram o time à próxima fase do torneio. No entanto, foi eliminado na fase seguinte para o Maccabi Tel Aviv pela regra do gol fora de casa. Retornou apenas no começo de fevereiro, na vitória por 1 a 0 sobre o Xanthi, jogou como substituto no clássico contra o Panathinaikos, em que seu time triunfou por 2 a 1 e foi titular no empate em 1 a 1 contra o Panionos e na derrota por 2 a 1 para o PAOK. No entanto, não jogou na partida do título, em que sua equipe goleou por 6 a 0 e conquistou o trigésimo oitavo troféu nacional.
No entanto, Dudu não vinha mostrando o mesmo futebol das temporadas anteriores e começou a ser criticado. Como o jogador tinha o maior salário do elenco, diversas especulações dando como certa a transferência do atleta passaram a dominar os tabloides de notícias da Grécia.

### Atlético Mineiro
Assim, no dia 8, foi confirmado como novo reforço do Atlético Mineiro, com contrato até 30 de junho de 2014. O clube comprou 75% do passe do jogador por 1,1 milhão de euros. Devido à eliminação do clube na Copa do Brasil e com as inscrições para o Campeonato Mineiro já encerradas, a estreia do volante ocorreria apenas no Brasileirão.
Estreou na 3ª rodada, em derrota por 1 a 0 para o São Paulo. Na sua segunda partida, mais uma vez entrando como suplente, teve um gol (que seria o da vitória) mal anulado no empate em 1 a 1 contra o Bahia. No encontro seguinte, deu o lançamento e o passe que resultaram nos dois gols do empate em 2 a 2 com o Atlético Goianiense. Marcou no seu primeiro jogo como titular, contra o Flamengo, mas não evitou a derrota por 4 a 1. Entrando esporadicamente devido ao revezamento de jogadores e à crise que vivia o Galo, atuou apenas algumas partidas durante o restante do primeiro turno, ainda assim marcando dois gols nas derrotas por 2 a 1 para o Figueirense e por 3 a 2 para o Corinthians.
No dia 17 de junho de 2012, o presidente do clube, Alexandre Kalil, confirmou em entrevista que Dudu Cearense não faz mais parte dos planos do técnico Cuca para a sequência do Brasileirão, e que está livre para buscar um novo clube enquanto acerta sua saída do Atlético Mineiro.

### Goiás
Dudu Cearense participou apenas das duas primeiras rodadas do Campeonato Brasileiro de 2012, negociando e concretizando a sua rescisão de contrato com o Atlético Mineiro. Após essas duas primeiras rodadas diante de Ponte Preta e Corinthians, em 17 de junho de 2012, assinou no dia 5 de setembro um novo contrato com o Goiás, clube que estava disputando a Série B do Campeonato Brasileiro. O contrato teve um período curto, de apenas três meses, mas com opção de renovação no final do ano de 2012. A renovação com o clube goiano aconteceu em 17 de dezembro, com validade até 31 de dezembro de 2013, após o Goiás conquistar o título de Campeão Brasileiro da Série B de 2012, mais um título em sua carreira. Em 2013, Dudu participou de 16 jogos no Campeonato Goiano, incluindo as duas finais diante do Atlético Goianiense, sagrando-se campeão goiano de 2013, além de marcar cinco gols na competição. Na Copa do Brasil, ajudou o Goiás a chegar na semifinal e ajudou o Goiás a brigar por vaga na Copa Libertadores e no Campeonato Brasileiro, chegando na última rodada diante do Santos com chances reais de classificação à Libertadores. O contrato de Dudu Cearense com o Goiás encerrou no dia 31 de dezembro de 2013.

### OFI Creta
No dia 27 de janeiro de 2014, Dudu foi confirmado como reforço do time grego OFI Creta.

### Maccabi Netanya
Em 6 de junho de 2014, foi confirmado como novo reforço do Maccabi Netanya, de Israel. Dudu vinha sendo especulado pelo Vitória, clube que o revelou, inclusive estava treinando no CT do rubro-negro para manter a forma física.

### Fortaleza
No dia 10 de janeiro de 2015, foi confirmado como novo reforço do Fortaleza. No dia 15 de janeiro, apresentou-se e assinou contrato com o clube cearense por dois anos até o final da temporada 2016. Foi contratado como reforço de peso para o Tricolor de Aço, mas teve uma apagada passagem pelo Leão do Pici.

### Botafogo
No dia 27 de maio de 2016, Dudu Cearense rescindiu com o Fortaleza e acertou com o Botafogo. Foi apresentado no dia 2 de junho. Ao começar a se adaptar ao clube, Dudu passou a ganhar boas chances, com o treinador Jair Ventura, e atribuiu o bom momento ao "sonho" que tinha de jogar no Rio de Janeiro. Após jogar em vários países, o volante afirmou que não desejaria mais atuar no exterior.
Marcou seis gols pelo clube de General Severiano, um deles de cabeça na vitória por 4 a 2 contra o Atlético-MG.
Em 2018, entrou em apenas duas partidas e ao final da temporada não teve seu contrato renovado.

### Aposentadoria
No dia 19 de março de 2019, anunciou sua aposentadoria do futebol.

## Seleção Nacional
Na Seleção Brasileira Sub-20, foi convocado pela primeira vez em 2002 para amistosos e para o Torneio de L'Alcudia. No ano seguinte, pela categoria sub-23, foi medalha de prata nos Jogos Pan-Americanos de 2003 e campeão do Mundial Sub-20, competição esta última em que também foi o artilheiro. No mesmo ano, foi convocado para a Copa das Confederações, não tendo jogado nenhuma partida.
Já em 2004, foi convocado para o Torneio Pré-Olímpico Sul-Americano Sub-23, jogando as últimas quatro partidas e marcando dois gols, negando que a possível causa da eliminação do time no torneio tenha sido o "oba-oba". No mesmo ano, jogou as três primeiras partidas da Copa América e ajudou a equipe no título da competição. Jogou ainda num confronto pelas Eliminatórias da Copa do Mundo de 2006, na derrota brasileira por 1 a 0 para o Equador.
Voltou a ser convocado apenas em 2006 e 2007, no começo do trabalho de Dunga como treinador, participando de oito amistosos e apenas ficou de fora da Copa América de 2007 por uma lesão. Chegou a ser um dos principais cotados, no começo do trabalho do treinador, para assumir a titularidade na volância da Seleção para a Copa do Mundo FIFA de 2010, mas acabou não sendo aproveitado nos anos seguintes e ficou de fora do mundial.

## Vida pessoal
Dudu é casado com Carla Magalhães, que conheceu quando ainda jogava no Vitória, e tem duas filhas, uma delas chamada Maria Eduarda e a outra chamada Maria Alice. Dudu e Carla realizaram seu casamento no religioso em Salvador no dia 16 de dezembro de 2011, entre uma das atrações da festa foi o cantor Tatau (ex-Araketu).

## Títulos
Vitória
- Campeonato Baiano: 2002 e 2003
- Copa do Nordeste: 2003

CSKA Moscou
- Campeonato Russo: 2005 e 2006
- Supercopa da Rússia : 2006 e 2007
- Copa da Rússia: 2005–06 e 2007–08

Olympiakos
- Campeonato Grego: 2008–09 e 2010–11
- Copa da Grécia: 2008–09

Atlético Mineiro
- Campeonato Mineiro: 2012

Goiás
- Campeonato Brasileiro - Série B: 2012
- Campeonato Goiano: 2013

Fortaleza
- Campeonato Cearense: 2015 e 2016

Botafogo
- Campeonato Carioca: 2018

Seleção Brasileira
- Copa do Mundo FIFA Sub-20: 2003
- Torneio Internacional da Malásia : 2003
- Copa América: 2004

### Artilharias
Seleção Brasileira
- Copa do Mundo FIFA Sub-20 de 2003 (4 gols)

## Estatísticas

### Seleção Brasileira
|     | Data                   | Local                    | Resultado              | Adversário    | Gol(s) | Competição               |
| --- | ---------------------- | ------------------------ | ---------------------- | ------------- | ------ | ------------------------ |
| 1.  | 8 de julho de 2004     | Arequipa, Peru           | 1–0[carece de fontes?] | Chile         | 0      | Copa América 2004        |
| 2.  | 11 de julho de 2004    | Arequipa, Peru           | 4–1                    | Costa Rica    | 0      | Copa América 2004        |
| 3.  | 14 de julho de 2004    | Arequipa, Peru           | 1–2                    | Paraguai      | 0      | Copa América 2004        |
| 4.  | 17 de novembro de 2004 | Quito, Equador           | 0–1                    | Equador       | 0      | Elim. Copa do Mundo 2006 |
| 5.  | 16 de agosto de 2006   | Oslo, Noruega            | 1–1[carece de fontes?] | Noruega       | 0      | Amistoso                 |
| 6.  | 3 de setembro de 2006  | Londres, Inglaterra      | 3–0                    | Argentina     | 0      | Amistoso                 |
| 7.  | 5 de setembro de 2006  | Londres, Inglaterra      | 2–0                    | País de Gales | 0      | Amistoso                 |
| 8.  | 7 de outubro de 2006   | Cidade do Kuwait, Kuwait | 4–0                    | Al-Kuwait     | 0      | Amistoso                 |
| 9.  | 10 de outubro de 2006  | Estocolmo, Suécia        | 2–1                    | Equador       | 0      | Amistoso                 |
| 10. | 15 de novembro de 2006 | Basel, Suíça             | 2–1                    | Suíça         | 0      | Amistoso                 |
| 11. | 24 de março de 2007    | Gotemburgo, Suécia       | 4–0                    | Chile         | 0      | Amistoso                 |
| 12. | 27 de março de 2007    | Estocolmo, Suécia        | 1–0                    | Gana          | 0      | Amistoso                 |